# Josef Masopust
Josef Masopust (Střimice, 9 februari 1931 – Praag, 29 juni 2015) was een Tsjechische voetballer.
Hij begon met voetbal bij FK Baník Most en speelde bij FK Teplice, maar het grootste deel van zijn carrière voor AS Dukla Praag. In 1970 sloot hij zijn spelersloopbaan af bij Crossing Club de Schaerbeek. Met AS Dukla Praag werd hij acht keer landskampioen. In Tsjechië speelde hij in totaal 386 wedstrijden en scoorde hij 79 doelpunten, en in België 43 wedstrijden en 9 doelpunten.
Masopust maakte deel uit van het Tsjecho-Slowaakse voetbalelftal dat tijdens het WK voetbal 1962 in Chili de finale wist te bereiken. Hij scoorde de eerste goal in de finale tegen Brazilië, maar Tsjecho-Slowakije verloor uiteindelijk met 3-1.
Masopust kreeg dat jaar de Gouden Bal als Europees voetballer van het jaar. Hij kwam in totaal 63 keer uit voor Tsjecho-Slowakije en scoorde daarin tien keer. Na zijn actieve loopbaan werd hij trainer, onder andere bij KSC Hasselt. Masopust leidde TJ Zbrojovka Brno in 1978 naar de Tsjecho-Slowaakse landstitel en was van 1984 tot 1987 bondscoach van zijn land.
Pelé koos Masopust in 2004 als een van de 100 beste spelers uit de geschiedenis. Een jaar eerder werd hij bij het jubileum van de Tsjechische voetbalbond al gekozen als de beste Tsjechische speler van de voorafgaande vijftig jaar.

## Erelijst
Als speler
 Dukla Praag
- Landskampioenschap Tsjecho-Slowakije: 1953, 1956, 1958, 1961, 1962, 1963, 1964, 1966
- Beker van Tsjecho-Slowakije: 1961, 1965, 1966
- International Soccer League: 1961
- American Challenge Cup: 1962, 1963, 1964

Individueel
- Ballon d'Or: 1962
- UEFA Europees Kampioenschap Team van het Toernooi: 1960
- Wereldkampioenschap voetbal Zilveren Bal: 1962
- Wereldkampioenschap voetbal All-Star Team: 1962
- World Soccer World XI: 1962, 1964
- Tsjecho-Slowaaks Voetballer van het Jaar: 1966
- UEFA Jubilee Awards Tsjechisch Gouden Speler: 2003
- FIFA 100